# Land- und Stadtgericht Siegen
Das Land- und Stadtgericht Siegen war von 1839 bis 1849 ein preußisches Land- und Stadtgericht mit Sitz in Siegen.

## Geschichte
Das Land- und Stadtgerichts Siegen wurde 1834/1835 durch die Vereinigung der Justizämter Netphen, Freudenberg, Siegen und des Stadtgerichts Siegen gebildet. Es war dem Oberlandesgericht Arnsberg zugeordnet. Bei der Reform der Gerichte im Bezirk des Oberlandesgerichtes Arnsberg zum 1. Januar 1839 blieb sein Sprengel unverändert. Im Sprengel lebten damals 25.143 Gerichtseingesessene. Am Gericht waren ein Direktor, vier Assessoren und zwölf nicht-richterliche Mitarbeiter beschäftigt. In Kriminalsachen war es für den ganzen Kreis Siegen und den Kreis Wittgenstein mit 59.687 Gerichtseingesessenen zuständig. Am Land- und Stadtgericht Siegen wurde eine Fabriken-Gerichtskommission gebildet.
Nach der Märzrevolution wurden in Preußen die Patrimonialgerichte abgeschafft und einheitlich Kreisgerichte geschaffen. Das Land- und Stadtgericht Siegen wurde aufgelöst und stattdessen das Kreisgericht Siegen im Bezirk des Appellationsgerichts Arnsberg geschaffen.